# Füzesgyarmat
Füzesgyarmat is een plaats (város) en gemeente in het Hongaarse comitaat Békés. Füzesgyarmat telt 6542 inwoners (2001).